# 中国驻突尼斯大使列表
本列表為中華人民共和國駐突尼斯历任大使名录。

## 历任中国驻突尼斯大使

### 中华人民共和国驻突尼斯大使（1964年－1967年）
1964年1月10日，中华人民共和国与突尼斯建交后，开始派遣驻突尼斯大使。1967年9月26日，因两国关系恶化，中国宣布关闭驻突尼斯大使馆并撤回全部外交人员。
| 姓名   | 任命           | 任命         | 到任          | 递交国书      | 免职           | 免职   | 离任          | 外交衔级 | 外交职务     | 备注     |
| 姓名   | 全国人大常委会 | 主席         | 到任          | 递交国书      | 全国人大常委会 | 主席   | 离任          | 外交衔级 | 外交职务     | 备注     |
| ------ | -------------- | ------------ | ------------- | ------------- | -------------- | ------ | ------------- | -------- | ------------ | -------- |
| 陈彬   | 不適用         | 不適用       | 1964年4月     | 1964年4月24日 | 不適用         | 不適用 | 1964年5月     |          | 临时代办     | 筹备开馆 |
| 姚念   | 1964年3月30日  | 1964年5月3日 | 1964年5月22日 | 1964年5月29日 | 不適用         | 不適用 | 1967年        | 大使     | 特命全权大使 |          |
| 李一帆 | 不適用         | 不適用       | 1967年        | 不適用        | 不適用         | 不適用 | 1967年9月27日 |          | 临时代办     |          |

### 中华人民共和国驻突尼斯大使（1971年至今）
1971年10月，中国重开驻突尼斯大使馆，并派遣驻突尼斯大使。
| 姓名   | 任命           | 任命           | 到任           | 递交国书       | 免职           | 免职           | 离任          | 外交衔级 | 外交职务     | 备注         |
| 姓名   | 全国人大常委会 | 主席           | 到任           | 递交国书       | 全国人大常委会 | 主席           | 离任          | 外交衔级 | 外交职务     | 备注         |
| ------ | -------------- | -------------- | -------------- | -------------- | -------------- | -------------- | ------------- | -------- | ------------ | ------------ |
| 靳民生 | 不適用         | 不適用         | 1971年10月     | 1971年10月20日 | 不適用         | 不適用         | 1972年2月11日 |          | 临时代办     | 筹备复馆     |
| 侯野烽 | 不適用         | 不適用         | 1972年2月11日  | 1972年2月25日  | 1977年10月24日 | 不適用         | 1977年5月7日  | 大使     | 特命全权大使 |              |
| 崔健   | 1977年10月24日 | 不適用         | 1977年8月      | 1977年9月23日  | 1980年8月26日  | 不適用         | 1980年5月     | 大使     | 特命全权大使 |              |
| 孟钺   | 1980年8月26日  | 不適用         | 1980年12月     | 1980年12月30日 | 1983年3月5日   | 不適用         | 1983年5月     | 大使     | 特命全权大使 |              |
| 谢邦定 | 1983年5月9日   | 不適用         | 1983年8月      | 1983年9月13日  | 1987年3月19日  | 1987年6月27日  | 1987年6月     | 大使     | 特命全权大使 |              |
| 朱应鹿 | 1987年3月19日  | 1987年6月27日  | 1987年9月      | 1987年9月16日  | 1991年9月4日   | 1991年11月6日  | 1991年10月    | 大使     | 特命全权大使 | 兼驻巴勒斯坦 |
| 安惠侯 | 1991年9月4日   | 1991年11月6日  | 1991年12月27日 | 1992年1月2日   | 1993年7月2日   | 1993年8月24日  | 1993年8月     | 大使     | 特命全权大使 | 兼驻巴勒斯坦 |
| 吴传福 | 1993年7月2日   | 1993年8月24日  | 1993年9月      | 1993年9月30日  | 1997年5月9日   | 1998年4月16日  | 1998年3月     | 大使     | 特命全权大使 | 兼驻巴勒斯坦 |
| 吕国增 | 1997年5月9日   | 1998年4月16日  | 1998年5月      | 1998年5月28日  | 2000年4月29日  | 2000年8月25日  | 2000年7月     | 大使     | 特命全权大使 | 兼驻巴勒斯坦 |
| 穆文   | 2000年4月29日  | 2000年8月25日  | 2000年8月      | 2000年10月19日 | 2001年10月27日 | 2002年1月14日  | 2001年12月    | 大使     | 特命全权大使 | 兼驻巴勒斯坦 |
| 朱邦造 | 2001年10月27日 | 2002年1月14日  | 2002年1月      | 2002年3月25日  | 2003年6月28日  | 2003年9月28日  | 2003年8月     | 大使     | 特命全权大使 | 兼驻巴勒斯坦 |
| 刘玉和 | 2003年6月28日  | 2003年9月28日  | 2003年9月      |                | 2007年12月29日 | 2008年8月19日  | 2008年4月     | 大使     | 特命全权大使 | 兼驻巴勒斯坦 |
| 李蓓芬 | 2007年12月29日 | 2008年8月19日  | 2008年6月4日   | 2008年7月10日  | 2010年6月25日  | 2010年12月21日 | 2010年10月    | 大使     | 特命全权大使 |              |
| 火正德 | 2010年6月25日  | 2010年12月21日 | 2010年11月15日 | 2011年5月26日  | 2013年6月29日  | 2013年9月26日  | 2013年8月     | 大使     | 特命全权大使 |              |
| 边燕花 | 2013年6月29日  | 2013年9月26日  | 2013年9月9日   | 2013年10月30日 | 2017年12月27日 | 2018年5月4日   | 2018年3月     | 大使     | 特命全权大使 |              |
| 汪文斌 | 2017年12月27日 | 2018年5月4日   | 2018年4月11日  | 2018年5月24日  | 2020年4月29日  | 2021年1月5日   | 2020年6月     | 大使     | 特命全权大使 |              |
| 张建国 | 2020年8月11日  | 2021年1月5日   | 2020年11月16日 | 2020年12月7日  | 2022年10月30日 | 2023年2月13日  | 2022年12月    | 大使     | 特命全权大使 |              |
| 万黎   | 2022年10月30日 | 2023年2月13日  | 2023年1月13日  | 2023年2月2日   | 现任           |                |               | 大使     | 特命全权大使 |              |